# Шатенов, Алтынбек Касымбекович
Алтынбек Касымбекович Шатенов (1960 — 4 октября 2015, Каракол, Кыргызстан) — советский и киргизский  актёр театра и кино, артист Иссык-Кульского областного музыкально-драматического театра им. Касымалы Джантошева, народный артист Кыргызской Республики (2010).

## Биография
В 1985—2015 гг. — актер Иссык-кульского музыкально-драматического театра имени Касымалы Джантошева.
Театральные работы:
- Герострат — «Забыть Герострата», Г. Горин
- Эмрайн — «Желанный голубой берег».

В 2014 г. ему была присуждена театральная премия «Эргүү» («Вдохновение») за лучшую мужскую роль второго плана в спектакле «Желанный голубой берег».
Играл в фильме «Кекеч» (2014).

## Награды и звания
- Народный артист Кыргызской Республики (2010).
- Заслуженный артист Кыргызской Республики (1993)[2].
- Почётный гражданин города Каракол.